# سیتا ۲۴۴
سیارک ۲۴۴ (به انگلیسی: 244 Sita) دویست و چهل و چهارمین سیارک کشف شده‌است که در ۱۴ اکتبر ۱۸۸۴ و در وین کشف شد.
قدر مطلق سیارک برابر ۱۲٫۲۰ است.